# Råtjärnen (Los socken, Hälsingland)
Råtjärnen är en sjö i Ljusdals kommun i Hälsingland och ingår i Ljusnans huvudavrinningsområde. Sjön har en area på 0,0595 kvadratkilometer och ligger 419,8 meter över havet.

## Delavrinningsområde
Råtjärnen ingår i det delavrinningsområde (684433-146389) som SMHI kallar för Utloppet av Nätsjön. Medelhöjden är 403 meter över havet och ytan är 7,74 kvadratkilometer. Räknas de 2 avrinningsområdena uppströms in blir den ackumulerade arean 15,53 kvadratkilometer. Nätsjöbäcken som avvattnar avrinningsområdet har biflödesordning 4, vilket innebär att vattnet flödar genom totalt 4 vattendrag innan det når havet efter 176 kilometer. Avrinningsområdet består mestadels av skog (76 procent). Avrinningsområdet har 0,82 kvadratkilometer vattenytor vilket ger det en sjöprocent på 4,7 procent.